# Закон Телепину
Закон Телепину (Указ Телепину) или Закон о порядке престолонаследия и важнейших преступлениях — законодательный акт Хеттского царства, принятый царём Телепину совместно с хеттским собранием знати. Принятие закона имело целью установить чёткий порядок наследования хеттского престола и, тем самым, положить конец регулярным междоусобицам и мятежам, вызванным стремлением различных членов царской семьи захватить трон после смерти очередного хеттского царя.